# ダニエル・ナザレス
ダニエル・ナザレス（Daniel Nazareth, 1948年6月8日 - 2014年6月19日）は、インド出身の指揮者・作曲家。

## 略歴
ムンバイ生まれ。ムンバイ大学において商学・経済学を修了したが、後にロンドン王立音楽アカデミーに留学し、さらにウィーン国立音楽大学を卒業した。
1976年にレナード・バーンスタイン指揮奨学生としてタングルウッドにてバーンスタイン、小澤征爾に教えを受け、クーセヴィツキー指揮者賞を受賞した。1977年にスポレート音楽祭にてモーツァルトの《コジ・ファン・トゥッテ》を指揮してデビュー、1978年にはジュネーヴ国際音楽コンクールにて最高位を堤俊作と分け合った。
1982年から1985年までベルリン交響楽団の音楽監督に就任。その後もサン・カルロ劇場やアレーナ・ディ・ヴェローナ音楽祭といった著名な劇場・音楽祭の音楽監督を経験し、東西ドイツ統一後の1992年から1996年までMDR交響楽団（旧ライプツィヒ放送交響楽団）に音楽監督として迎えられた。その他、ベルリンフィルを含むヨーロッパ各地のオーケストラに客演している。
2011年には小松長生の後を継いでコスタリカ国立交響楽団の音楽監督に就任したが、俸給の要求の高さを理由に文化省よりシーズン途中で解任されている。
作曲家としては、弦楽のためのシンフォニエッタ《モクシャ》などの作品がある。